# James Waldegrave, 1. hrabě Waldegrave
James Waldegrave, 1. hrabě Waldegrave (James Waldegrave, 1st Earl of Waldegrave, 1st Viscount Chewton, 2nd Baron Waldegrave of Chewton, 5th Baronet Waldegrave of Hever Castle) (1684 – 11. dubna 1741) byl britský dvořan a diplomat ze starobylého šlechtického rodu Waldegrave. Po dětství stráveném ve Francii se jako dědic baronského titulu stal členem Sněmovny lordů, později se uplatnil jako diplomat ve Francii a Rakousku, v roce 1729 byl povýšen na hraběte a získal Podvazkový řád. Po matce byl přímým potomkem Jakuba II. z jeho nemanželského poměru s Arabellou Churchillovou, sestrou vojevůdce vévody Marlborougha.

## Kariéra
Pocházel ze starobylého šlechtického rodu, první známý předek John Walgrave se v roce 1205 připomíná jako šerif v Londýně. Jamesův otec Henry Waldegrave (1661–1690) byl ženatý s Henriettou Fitzjames (1667–1730), nemanželskou dcerou Jakuba II. a Arabelly Churchillové. Titul barona zdědil po otci, který zemřel v roce 1690 ve francouzském exilu, po dosažení zletilosti vstoupil do Sněmovny lordů, mezitím studoval ve Francii. Přestože byl vnukem Jakuba II. a měl blízké příbuzenské vazby na osobnosti jakobitismu, podpořil v roce 1715 nástup hannoverské dynastie a po smrti manželky v roce 1719 přestoupil na anglikánskou víru. V letech 1723–1727 byl lordem komořím Jiřího I., v roce 1725 byl pověřen mimořádnou diplomatickou misí do Paříže, kde gratuloval Ludvíkovi XV. k uzavření sňatku s Marií Leszczyńskou. Po krátkém přerušení diplomatických styků s habsburskou monarchií byl v letech 1727–1730 velvyslancem ve Vídni a v roce 1729 byl povýšen na hraběte. V letech 1730–1740 byl velvyslancem v Paříži a v roce 1738 obdržel Podvazkový řád. Přestože byl dlouhodobou diplomatickou službou vázán v zahraničí, často pobýval v Londýně a mimo jiné se věnoval charitě.

## Rodinné a majetkové poměry

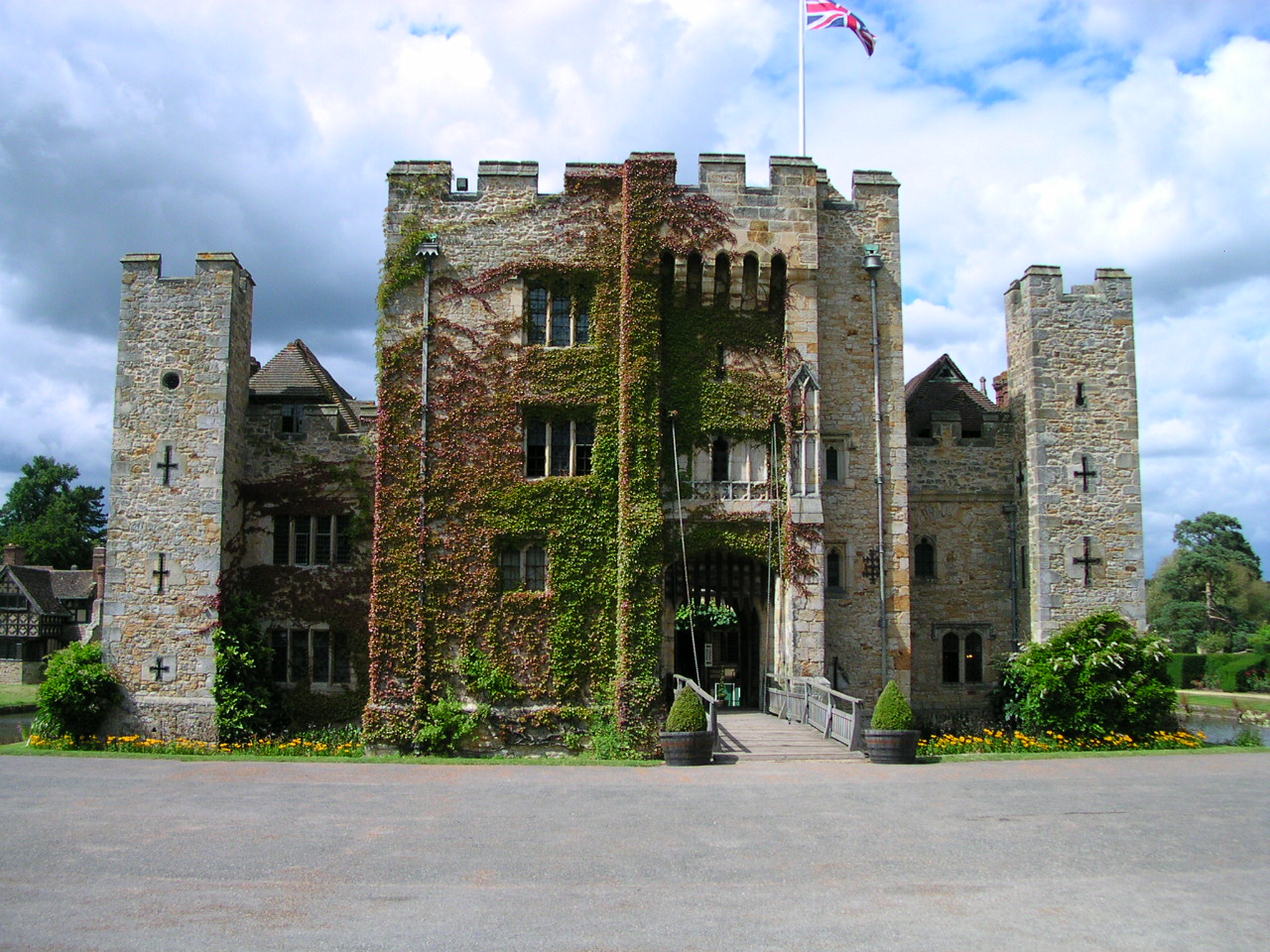
Hrad Hever Castle (Kent), hlavní rodové sídlo v letech 1557–1715

Jeho manželkou byla Mary Webb (1686-1719), s níž měl čtyři děti, hraběcí titul zdědili postupně synové James (1715–1763) a John (1718–1784), dcera Henrietta (1716–1753) se provdala za lorda Edwarda Herberta z rodu markýzů z Powisu.
Majetkem rodu byl v roce 1557–1715 hrad Hever Castle, dříve majetek rodu Boleynů (dětství zde trávila Anna Boleynová, druhá manželka Jindřicha VIII.). Od tohoto sídla byl odvozen titul baroneta udělený rodu v roce 1643. První hrabě Waldegrave hrad prodal v roce 1715 a poté nechal postavit dva nové zámky Navestock New Hall (Essex) a Chewton House (Somerset), které oproti středověkému hradu Hever Castle odpovídaly nárokům na reprezentační sídla ambicióznímu rodu v 18. století.